# Philip Humber
Philip Gregory Humber (ur. 21 grudnia 1982) – amerykański baseballista, który występował na pozycji miotacza.

## Przebieg kariery
W czerwcu 2011 został wybrany w 29. rundzie draftu przez New York Yankees, jednak nie podpisał kontraktu, gdyż zdecydował się podjąć naukę na Rice University, gdzie w latach 2002–2004 grał w drużynie uniwersyteckiej Rice Owls. W czerwcu 2004 został wybrany w pierwszej rundzie draftu z numerem trzecim przez New York Mets i początkowo występował w klubach farmerskich tego zespołu, między innymi w Binghamton Mets, reprezentującym poziom Double-A. W Major League Baseball zadebiutował 24 września 2006 w meczu przeciwko Washington Nationals.
W latach 2006–2010 będąc zawodnikiem New York Mets, Minnesota Twins i Kansas City Royals występował głównie w klubach farmerskich tych zespołów, zaś w Major League wystąpił w zaledwie dwóch meczach jako starter.
W styczniu 2011 podpisał kontrakt z Chicago White Sox. Przed rozpoczęciem sezonu 2011 zastąpił na liście starterów kontuzjowanego Jake'a Peavy; w 2011 wystąpił w 28 meczach (w 26 jako starter). 21 kwietnia 2012 w meczu przeciwko Seattle Mariners na Safeco Field rozegrał 21. w historii Major League perfect game.
W listopadzie 2012 podpisał roczny kontrakt z Houston Astros. W maju 2013 po rozegraniu dziewięciu meczów, uzyskując bilans W-L 0–9 przy wskaźniku ERA 9,59, został przesunięty do zespołu farmerskiego Astros Oklahoma City RedHawks.
W listopadzie 2013 podpisał kontrakt z organizacją Oakland Athletics. Grał jeszcze w dominikańskim zespole Gigantes del Cibao i koreańskim Kia Tigers. W listopadzie 2015 podpisał niegwarantowaną umowę z San Diego Padres, ale nie zagrał w tej organizacji żadnego oficjalnego meczu. Po zwolnieniu z kontraktu postanowił zakończyć zawodniczą karierę.

## Statystyki
Sezon zasadniczy
| Sezon              | Klub               | W  | L  | ERA  | G  | GS | CG | SHO | SV | IP  | H   | R   | ER  | HR | SO  | WHIP  |
| ------------------ | ------------------ | -- | -- | ---- | -- | -- | -- | --- | -- | --- | --- | --- | --- | -- | --- | ----- |
| 2006               | NYM                | 0  | 0  | 0,00 | 2  | 0  | 0  | 0   | 0  | 2   | 0   | 0   | 0   | 0  | 2   | 0,500 |
| 2007               | NYM                | 0  | 0  | 7,71 | 3  | 1  | 0  | 0   | 0  | 7   | 9   | 6   | 6   | 1  | 2   | 1,571 |
| 2008               | MIN                | 0  | 0  | 4,63 | 5  | 0  | 0  | 0   | 0  | 11⅔ | 11  | 6   | 6   | 4  | 6   | 1,371 |
| 2009               | MIN                | 0  | 0  | 8,00 | 8  | 0  | 0  | 0   | 0  | 9   | 17  | 8   | 8   | 1  | 9   | 2,889 |
| 2010               | KCR                | 2  | 1  | 4,15 | 8  | 1  | 0  | 0   | 0  | 21⅔ | 22  | 10  | 10  | 1  | 16  | 1,338 |
| 2011               | CHW                | 9  | 9  | 3,75 | 28 | 26 | 0  | 0   | 0  | 163 | 151 | 71  | 68  | 14 | 116 | 1,178 |
| 2012               | CHW                | 5  | 5  | 6,44 | 26 | 16 | 1  | 1   | 0  | 102 | 113 | 74  | 73  | 23 | 85  | 1,539 |
| 2013               | HOU                | 0  | 8  | 7,90 | 26 | 17 | 7  | 1   | 0  | 54⅔ | 75  | 48  | 48  | 9  | 36  | 1,738 |
| Łącznie w karierze | Łącznie w karierze | 16 | 23 | 5,31 | 97 | 51 | 1  | 1   | 0  | 371 | 398 | 223 | 219 | 53 | 272 | 1,420 |